# 잃어버린 10년 (라틴아메리카)
잃어버린 10년(스페인어: La Década Perdida)은 1980년대부터 라틴 아메리카에서 일어난 경제 위기를 일컫는 말이다. 특히 멕시코의 경제 상황만을 부르는 말로도 쓰인다.
1973년의 유류 파동 뒤, 미국은 멕시코로부터 석유를 높은 가격으로 사들이기 시작했다. 멕시코의 경제는 석유 수출에 크게 의존하게 되어버려서, 높았던 석유 가격이 안정화되었을 때 위기를 맞았다. 다른 수출 품목을 찾아내는 데에 실패한 멕시코는 극심한 인플레이션을 겪었다.
멕시코의 당시 대통령 호세 로페스 포르티요는 1982년 멕시코의 모든 경제 기구를 국유화하면서 대중에게 “차라리 나는 집 지키는 개처럼 페소화를 지켜낼 것(Voy a defender el peso como un perro)”이라 연설하기도 했다. 차기 대통령인 미겔 데 라 마드리드는 외국 자본의 투자를 유치하고 국제수지를 개선하려고 노력했다. 1986년 멕시코는 관세 무역 일반 협정(GATT)에 가입했다. 결국 1987년에 통과된 경제 연대 협약에 의해 인플레이션이 안정화됐다.